# Петкель, Владимир Викторович
Владимир Викторович Петкель (род. 19 июля 1930, Красногвардейск, Ленинградская область) — советский хозяйственный, государственный и политический деятель, генерал-майор.

## Биография
Родился в 1930 году в Гатчине. Член КПСС с 1954 года.
С 1951 года — на хозяйственной, общественной и политической работе. В 1951—1995 гг. — помощник механика и 3-й механик на буксирном пароходе «Сахалин» Беломорско-Онежского речного пароходства, помощник оперуполномоченного, оперуполномоченный отдела охраны МГБ по Беломорско-Онежскому бассейну, старший оперуполномоченный отделения на ст. Кандалакша Управления охраны МГБ — УКГБ по Кировской железной дороге, начальник оперпункта в порту Беломорск 6-го отдела (транспорт) КГБ при СМ Карело-Финской ССР, старший оперуполномоченный, начальник отделения, заместитель начальника, начальник 2-го отдела КГБ при СМ Карельской АССР, заместитель начальника УКГБ по Мурманской области, старший инспектор 2-го отдела Инспекторского управления КГБ СССР, заместитель председателя КГБ Таджикской ССР, Председатель КГБ Таджикской ССР, начальник службы безопасности частной фирмы в Москве.
Избирался депутатом Верховного Совета Таджикской ССР 11-го созыва, народным депутатом СССР. Делегат XXVII и XXVIII съездов КПСС.
Жил во Владимирской области.